# Clare-Louise Brumley
Clare-Louise Brumley (ur. 30 października 1977) – australijska biegaczka narciarska. Była uczestniczką Mistrzostw świata w narciarstwie klasycznym w Oberstdorfie (2005) oraz Sapporo (2007), a także Zimowych Igrzysk Olimpijskich w Turynie (2006).

## Osiągnięcia

### Igrzyska olimpijskie
| Miejsce | Dzień     | Rok  | Miejscowość | Konkurencja        | Czas biegu  | Strata      | Zwyciężczyni         |
| ------- | --------- | ---- | ----------- | ------------------ | ----------- | ----------- | -------------------- |
| 42.     | 12 lutego | 2006 | Pragelato   | 15 km bieg łączony | 47:03,1 min | +4:14,4 min | Kristina Šmigun-Vähi |

### Mistrzostwa świata
| Miejsce | Dzień     | Rok  | Miejscowość | Konkurencja              | Czas biegu  | Strata      | Zwyciężczyni        |
| ------- | --------- | ---- | ----------- | ------------------------ | ----------- | ----------- | ------------------- |
| 51.     | 17 lutego | 2005 | Oberstdorf  | 10 km stylem dowolnym    | 30:42,6 min | +4:15,0 min | Kateřina Neumannová |
| 48.     | 19 lutego | 2005 | Oberstdorf  | 15 km bieg łączony       | 49:17,4 min | +7:00,6 min | Julija Czepałowa    |
| 60.     | 22 lutego | 2005 | Oberstdorf  | sprint stylem klasycznym | 2:41,27 min |             | Emilie Öhrstig      |
| 62.     | 22 lutego | 2007 | Sapporo     | sprint stylem klasycznym | 3:28,34 min | +38,78 min  | Virpi Kuitunen      |